# Olympische Sommerspiele 2024/Reiten/Qualifikation
Für die Reitwettbewerbe bei den Olympischen Sommerspielen 2024 in Paris standen insgesamt 200 Quotenplätze zur Verfügung. Diese waren auf die drei Disziplinen aufgeteilt (75 für Springreiten, 65 für Vielseitigkeitsreiten und 60 für Dressurreiten).
Mit jedem gewonnenen Quotenplatz in einem Mannschaftswettbewerb erhielt die Nation zusätzlich drei Quotenplätze im Einzel. Jede Nation, die sich für einen Mannschaftswettbewerb qualifizierte (20 Mannschaften im Springreiten, 16 Mannschaften im Vielseitigkeits- und 15 Mannschaften im Dressurreiten), erhielt drei Startplätze für die jeweiligen Einzelwettkämpfe. Reiter, deren Nationen keine Mannschaft stellten, hatten trotzdem die Möglichkeit, sich einen Einzelstartplatz zu sichern: Hiervon gab es 15 in den Wettbewerben im Spring- und Dressurreiten und 17 im Vielseitigkeitsreiten. Die Mannschaften qualifizierten sich über verschiedene Turniere, während die Reiter für die Einzelwettbewerbe sich über eine Rangliste qualifizierten. Frankreich stand als Gastgebernation in jedem Mannschaftswettbewerb ein Startplatz zu.

## Übersicht
| Nation                       | Einzel  | Einzel   | Einzel         | Mannschaft | Mannschaft | Mannschaft     | Athleten |
| Nation                       | Dressur | Springen | Vielseitigkeit | Dressur    | Springen   | Vielseitigkeit | Athleten |
| ---------------------------- | ------- | -------- | -------------- | ---------- | ---------- | -------------- | -------- |
| Argentinien                  |         | 1        |                |            |            |                | 1        |
| Australien                   | 3       | 3        | 3              | X          | X          | X              | 9        |
| Belgien                      | 3       | 3        | 3              | X          | X          | X              | 9        |
| Brasilien                    | 1       | 3        | 3              |            | X          | X              | 7        |
| Chile                        |         | 1        |                |            |            |                | 1        |
| China                        |         |          | 2              |            |            |                | 2        |
| Dänemark                     | 3       | 1        | 1              | X          |            |                | 5        |
| Deutschland                  | 3       | 3        | 3              | X          | X          | X              | 9        |
| Dominikanische Republik      | 1       |          |                |            |            |                | 1        |
| Ecuador                      | 1       |          | 2              |            |            |                | 3        |
| Estland                      |         | 1        |                |            |            |                | 1        |
| Finnland                     | 3       |          | 2              | X          |            |                | 5        |
| Frankreich                   | 3       | 3        | 3              | X          | X          | X              | 9        |
| Griechenland                 |         | 1        |                |            |            |                | 1        |
| Großbritannien               | 3       | 3        | 3              | X          | X          | X              | 9        |
| Indien                       | 1       |          |                |            |            |                | 1        |
| Irland                       | 1       | 3        | 3              |            | X          | X              | 7        |
| Israel                       |         | 3        |                |            | X          |                | 3        |
| Italien                      |         | 1        | 3              |            |            | X              | 4        |
| Japan                        |         | 3        | 3              |            | X          | X              | 6        |
| Kanada                       | 3       | 3        | 3              | X          | X          | X              | 9        |
| Kolumbien                    |         | 1        |                |            |            |                | 1        |
| Lettland                     |         | 1        |                |            |            |                | 1        |
| Litauen                      | 1       | 1        |                |            |            |                | 2        |
| Luxemburg                    | 1       |          |                |            |            |                | 1        |
| Marokko                      | 1       |          | 1              |            |            |                | 2        |
| Mexiko                       |         | 3        |                |            | X          |                | 3        |
| Moldau                       | 1       |          |                |            |            |                | 1        |
| Neuseeland                   | 1       |          | 3              |            |            | X              | 5        |
| Niederlande                  | 3       | 3        | 3              | X          | X          | X              | 9        |
| Norwegen                     | 1       | 1        |                |            |            |                | 2        |
| Österreich                   | 3       | 3        | 1              | X          | X          |                | 7        |
| Polen                        | 3       | 3        | 3              | X          | X          | X              | 9        |
| Portugal                     | 3       | 1        | 1              | X          |            |                | 4        |
| Saudi-Arabien                |         | 3        |                |            | X          |                | 3        |
| Schweden                     | 3       | 3        | 3              | X          | X          | X              | 9        |
| Schweiz                      | 1       | 3        | 3              |            | X          | X              | 7        |
| Singapur                     | 1       |          |                |            |            |                | 1        |
| Spanien                      | 3       | 3        | 2              | X          | X          |                | 8        |
| Südafrika                    |         |          | 1              |            |            |                | 1        |
| Südkorea                     | 1       |          |                |            |            |                | 1        |
| Syrien                       |         | 1        |                |            |            |                | 1        |
| Thailand                     |         | 1        |                |            |            |                | 1        |
| Tschechien                   |         |          | 2              |            |            |                | 2        |
| Ungarn                       |         |          | 1              |            |            |                | 1        |
| Venezuela                    | 1       | 1        |                |            |            |                | 2        |
| Vereinigte Arabische Emirate |         | 3        |                |            | X          |                | 3        |
| Vereinigte Staaten           | 3       | 3        | 3              | X          | X          | X              | 9        |
| Gesamt: 48 NOKs              | 60      | 74       | 64             | 15         | 20         | 16             | 198      |

## Dressurreiten

### Mannschaft
| Qualifikationswettbewerb                    | Datum                   | Ort               | Plätze | Qualifizierte Mannschaft |
| ------------------------------------------- | ----------------------- | ----------------- | ------ | ------------------------ |
| Gastgeber                                   | 13. September 2017      | Lima              | 1      | Frankreich               |
| FEI Weltmeisterschaften 2022                | 6. – 10. August 2022    | Herning           | 6      | Dänemark                 |
| FEI Weltmeisterschaften 2022                | 6. – 10. August 2022    | Herning           | 6      | Großbritannien           |
| FEI Weltmeisterschaften 2022                | 6. – 10. August 2022    | Herning           | 6      | Deutschland              |
| FEI Weltmeisterschaften 2022                | 6. – 10. August 2022    | Herning           | 6      | Schweden                 |
| FEI Weltmeisterschaften 2022                | 6. – 10. August 2022    | Herning           | 6      | Niederlande              |
| FEI Weltmeisterschaften 2022                | 6. – 10. August 2022    | Herning           | 6      | Vereinigte Staaten       |
| Europameisterschaften im Dressurreiten 2023 | 4. – 10. September 2023 | Riesenbeck        | 3      | Österreich               |
| Europameisterschaften im Dressurreiten 2023 | 4. – 10. September 2023 | Riesenbeck        | 3      | Belgien                  |
| Europameisterschaften im Dressurreiten 2023 | 4. – 10. September 2023 | Riesenbeck        | 3      | Spanien                  |
| Qualifikationsevent Gruppe C                | 7. – 11. Juni 2023      | Pilisjászfalu     | 1      | Polen                    |
| Panamerikanische Spiele 2023                | 26. – 29. Oktober 2023  | Santiago de Chile | 1      | Brasilien 1              |
| Panamerikanische Spiele 2023                | 26. – 29. Oktober 2023  | Santiago de Chile | 1      | Kanada                   |
| Qualifikationsevent Gruppe F                | 2023                    | –                 | 0      | – 2                      |
| FEI Weltmeisterschaften 2022 Gruppe G       | 6. – 10. August 2022    | Herning           | 1      | Australien               |
| Neuverteilung                               | 31. Dezember 2023       | –                 | 2      | Portugal                 |
| Neuverteilung                               | 31. Dezember 2023       | –                 | 2      | Finnland                 |
| Gesamt                                      | Gesamt                  | Gesamt            | 15     | 15                       |

### Einzel
| Qualifikationswettbewerb                                          | Plätze | Qualifizierte Reiter        |
| ----------------------------------------------------------------- | ------ | --------------------------- |
| Qualifiziert über den Mannschaftswettbewerb (3 Reiter pro Nation) | 45     | Frankreich (3)              |
| Qualifiziert über den Mannschaftswettbewerb (3 Reiter pro Nation) | 45     | Dänemark (3)                |
| Qualifiziert über den Mannschaftswettbewerb (3 Reiter pro Nation) | 45     | Großbritannien (3)          |
| Qualifiziert über den Mannschaftswettbewerb (3 Reiter pro Nation) | 45     | Deutschland (3)             |
| Qualifiziert über den Mannschaftswettbewerb (3 Reiter pro Nation) | 45     | Schweden (3)                |
| Qualifiziert über den Mannschaftswettbewerb (3 Reiter pro Nation) | 45     | Niederlande (3)             |
| Qualifiziert über den Mannschaftswettbewerb (3 Reiter pro Nation) | 45     | Vereinigte Staaten (3)      |
| Qualifiziert über den Mannschaftswettbewerb (3 Reiter pro Nation) | 45     | Österreich (3)              |
| Qualifiziert über den Mannschaftswettbewerb (3 Reiter pro Nation) | 45     | Belgien (3)                 |
| Qualifiziert über den Mannschaftswettbewerb (3 Reiter pro Nation) | 45     | Spanien (3)                 |
| Qualifiziert über den Mannschaftswettbewerb (3 Reiter pro Nation) | 45     | Polen (3)                   |
| Qualifiziert über den Mannschaftswettbewerb (3 Reiter pro Nation) | 45     | Kanada (3)                  |
| Qualifiziert über den Mannschaftswettbewerb (3 Reiter pro Nation) | 45     | Portugal (3)                |
| Qualifiziert über den Mannschaftswettbewerb (3 Reiter pro Nation) | 45     | Finnland (3)                |
| Qualifiziert über den Mannschaftswettbewerb (3 Reiter pro Nation) | 45     | Australien (3)              |
| Panamerikanische Spiele 2023                                      | 2      | Ecuador (1)                 |
| Panamerikanische Spiele 2023                                      | 2      | Venezuela (1)               |
| Qualifikation über die Rangliste                                  |        |                             |
| Gruppe A (Nordwesteuropa)                                         | 2      | Norwegen (1)                |
| Gruppe A (Nordwesteuropa)                                         | 2      | Irland (1)                  |
| Gruppe B (Südwesteuropa)                                          | 2      | Luxemburg (1)               |
| Gruppe B (Südwesteuropa)                                          | 2      | Schweiz (1)                 |
| Gruppe C (Zentral- und Osteuropa, Zentrales Asien)                | 2      | Litauen (1)                 |
| Gruppe C (Zentral- und Osteuropa, Zentrales Asien)                | 2      | Moldau (1)                  |
| Gruppe D/E (Amerika)                                              | 2      | Brasilien (1) 1             |
| Gruppe D/E (Amerika)                                              | 2      | Dominikanische Republik (1) |
| Gruppe F (Afrika und Mittlerer Osten)                             | 2      | Marokko (1)                 |
| Gruppe F (Afrika und Mittlerer Osten)                             | 2      | Palästina (1)               |
| Gruppe G (Südostasien und Ozeanien)                               | 2      | Neuseeland (1)              |
| Gruppe G (Südostasien und Ozeanien)                               | 2      | Singapur (1)                |
| Gesamtrangliste                                                   | 1      | Indien (1)                  |
| Neuverteilung                                                     | 2      | Estland (1)                 |
| Neuverteilung                                                     | 2      | Südkorea (1)                |
| Gesamt                                                            | 60     | 60                          |

## Springreiten

### Mannschaft
| Qualifikationswettbewerb                   | Datum                           | Ort               | Plätze | Qualifizierte Mannschaft     |
| ------------------------------------------ | ------------------------------- | ----------------- | ------ | ---------------------------- |
| Gastgeber                                  | 13. September 2017              | Lima              | 1      | Frankreich                   |
| FEI Weltmeisterschaften 2022               | 6. – 10. August 2022            | Herning           | 5      | Schweden                     |
| FEI Weltmeisterschaften 2022               | 6. – 10. August 2022            | Herning           | 5      | Niederlande                  |
| FEI Weltmeisterschaften 2022               | 6. – 10. August 2022            | Herning           | 5      | Großbritannien               |
| FEI Weltmeisterschaften 2022               | 6. – 10. August 2022            | Herning           | 5      | Irland                       |
| FEI Weltmeisterschaften 2022               | 6. – 10. August 2022            | Herning           | 5      | Deutschland                  |
| FEI Jumping Nations Cup 2022               | 29. September – 2. Oktober 2022 | Barcelona         | 1      | Belgien                      |
| Europameisterschaften im Springreiten 2023 | 29. August – 3. September 2023  | Mailand           | 3      | Österreich                   |
| Europameisterschaften im Springreiten 2023 | 29. August – 3. September 2023  | Mailand           | 3      | Spanien                      |
| Europameisterschaften im Springreiten 2023 | 29. August – 3. September 2023  | Mailand           | 3      | Schweiz                      |
| Qualifikationsevent Gruppe C               | 27. – 30. Juli 2023             | Prag              | 2      | Israel                       |
| Qualifikationsevent Gruppe C               | 27. – 30. Juli 2023             | Prag              | 2      | Polen                        |
| Panamerikanische Spiele 2023               | 26. – 29. Oktober 2023          | Santiago de Chile | 3      | Vereinigte Staaten           |
| Panamerikanische Spiele 2023               | 26. – 29. Oktober 2023          | Santiago de Chile | 3      | Kanada                       |
| Panamerikanische Spiele 2023               | 26. – 29. Oktober 2023          | Santiago de Chile | 3      | Mexiko                       |
| Qualifikationsevent Gruppe F               | 27. Februar – 1. März 2023      | Doha              | 2      | Saudi-Arabien                |
| Qualifikationsevent Gruppe F               | 27. Februar – 1. März 2023      | Doha              | 2      | Vereinigte Arabische Emirate |
| Qualifikationsevent Gruppe G               | 18. Juli 2023                   | Valkenswaard      | 2      | Australien                   |
| Qualifikationsevent Gruppe G               | 18. Juli 2023                   | Valkenswaard      | 2      | Japan                        |
| FEI Jumping Nations Cup 2023               | 28. September – 1. Oktober 2023 | Barcelona         | 1      | Brasilien                    |
| Gesamt                                     | Gesamt                          | Gesamt            | 20     | 20                           |

### Einzel
| Qualifikationswettbewerb                                          | Plätze | Qualifizierte Reiter             |
| ----------------------------------------------------------------- | ------ | -------------------------------- |
| Qualifiziert über den Mannschaftswettbewerb (3 Reiter pro Nation) | 60     | Frankreich (3)                   |
| Qualifiziert über den Mannschaftswettbewerb (3 Reiter pro Nation) | 60     | Schweden (3)                     |
| Qualifiziert über den Mannschaftswettbewerb (3 Reiter pro Nation) | 60     | Niederlande (3)                  |
| Qualifiziert über den Mannschaftswettbewerb (3 Reiter pro Nation) | 60     | Großbritannien (3)               |
| Qualifiziert über den Mannschaftswettbewerb (3 Reiter pro Nation) | 60     | Irland (3)                       |
| Qualifiziert über den Mannschaftswettbewerb (3 Reiter pro Nation) | 60     | Deutschland (3)                  |
| Qualifiziert über den Mannschaftswettbewerb (3 Reiter pro Nation) | 60     | Belgien (3)                      |
| Qualifiziert über den Mannschaftswettbewerb (3 Reiter pro Nation) | 60     | Österreich (3)                   |
| Qualifiziert über den Mannschaftswettbewerb (3 Reiter pro Nation) | 60     | Spanien (3)                      |
| Qualifiziert über den Mannschaftswettbewerb (3 Reiter pro Nation) | 60     | Schweiz (3)                      |
| Qualifiziert über den Mannschaftswettbewerb (3 Reiter pro Nation) | 60     | Israel (3)                       |
| Qualifiziert über den Mannschaftswettbewerb (3 Reiter pro Nation) | 60     | Polen (3)                        |
| Qualifiziert über den Mannschaftswettbewerb (3 Reiter pro Nation) | 60     | Vereinigte Staaten (3)           |
| Qualifiziert über den Mannschaftswettbewerb (3 Reiter pro Nation) | 60     | Kanada (3)                       |
| Qualifiziert über den Mannschaftswettbewerb (3 Reiter pro Nation) | 60     | Mexiko (3)                       |
| Qualifiziert über den Mannschaftswettbewerb (3 Reiter pro Nation) | 60     | Saudi-Arabien (3)                |
| Qualifiziert über den Mannschaftswettbewerb (3 Reiter pro Nation) | 60     | Vereinigte Arabische Emirate (3) |
| Qualifiziert über den Mannschaftswettbewerb (3 Reiter pro Nation) | 60     | Australien (3)                   |
| Qualifiziert über den Mannschaftswettbewerb (3 Reiter pro Nation) | 60     | Japan (3)                        |
| Qualifiziert über den Mannschaftswettbewerb (3 Reiter pro Nation) | 60     | Brasilien (3)                    |
| Panamerikanische Spiele 2023                                      | 3      | Kolumbien (1)                    |
| Panamerikanische Spiele 2023                                      | 3      | Argentinien (1)                  |
| Panamerikanische Spiele 2023                                      | 3      | Chile (1)                        |
| Qualifikation über die Rangliste                                  |        |                                  |
| Gruppe A (Nordwesteuropa)                                         | 2      | Dänemark (1)                     |
| Gruppe A (Nordwesteuropa)                                         | 2      | Norwegen (1)                     |
| Gruppe B (Südwesteuropa)                                          | 2      | Italien (1)                      |
| Gruppe B (Südwesteuropa)                                          | 2      | Portugal (1)                     |
| Gruppe C (Zentral- und Osteuropa, Zentrales Asien)                | 2      | Lettland (1)                     |
| Gruppe C (Zentral- und Osteuropa, Zentrales Asien)                | 2      | Griechenland (1)                 |
| Gruppe D (Amerika)                                                | 1      | Venezuela (1)                    |
| Gruppe F (Afrika und Mittlerer Osten)                             | 2      | Ägypten (1)                      |
| Gruppe F (Afrika und Mittlerer Osten)                             | 2      | Syrien (1)                       |
| Gruppe G (Südostasien und Ozeanien)                               | 2      | Thailand (1)                     |
| Gruppe G (Südostasien und Ozeanien)                               | 2      | Neuseeland (1)                   |
| Gesamtrangliste                                                   | 1      | Luxemburg (1)                    |
| Neuverteilung                                                     | 2      | Litauen (1)                      |
| Neuverteilung                                                     | 2      | Estland (1)                      |
| Gesamt                                                            | 74     | 74                               |

## Vielseitigkeitsreiten

### Mannschaft
| Qualifikationswettbewerb                            | Datum                    | Ort                | Plätze | Qualifizierte Mannschaft |
| --------------------------------------------------- | ------------------------ | ------------------ | ------ | ------------------------ |
| Gastgeber                                           | 13. September 2017       | Lima               | 1      | Frankreich               |
| FEI Weltmeisterschaften 2022                        | 14. – 18. September 2022 | Pratoni del Vivaro | 7      | Deutschland              |
| FEI Weltmeisterschaften 2022                        | 14. – 18. September 2022 | Pratoni del Vivaro | 7      | Vereinigte Staaten       |
| FEI Weltmeisterschaften 2022                        | 14. – 18. September 2022 | Pratoni del Vivaro | 7      | Neuseeland               |
| FEI Weltmeisterschaften 2022                        | 14. – 18. September 2022 | Pratoni del Vivaro | 7      | Großbritannien           |
| FEI Weltmeisterschaften 2022                        | 14. – 18. September 2022 | Pratoni del Vivaro | 7      | Irland                   |
| FEI Weltmeisterschaften 2022                        | 14. – 18. September 2022 | Pratoni del Vivaro | 7      | Schweden                 |
| FEI Weltmeisterschaften 2022                        | 14. – 18. September 2022 | Pratoni del Vivaro | 7      | Schweiz                  |
| Europameisterschaften im Vielseitigkeitsreiten 2023 | 9. – 13. August 2023     | Le Pin-au-Haras    | 2      | Belgien                  |
| Europameisterschaften im Vielseitigkeitsreiten 2023 | 9. – 13. August 2023     | Le Pin-au-Haras    | 2      | Niederlande              |
| Qualifikationsevent Gruppe C                        | 18. – 21. Mai 2023       | Baborówko          | 1      | Polen                    |
| Panamerikanische Spiele 2023                        | 26. – 29. Oktober 2023   | Santiago de Chile  | 2      | Kanada                   |
| Panamerikanische Spiele 2023                        | 26. – 29. Oktober 2023   | Santiago de Chile  | 2      | Brasilien                |
| Qualifikationsevent Gruppe F/G                      | 1. – 4. Juni 2023        | Millstreet         | 2      | Australien               |
| Qualifikationsevent Gruppe F/G                      | 1. – 4. Juni 2023        | Millstreet         | 2      | Japan 3                  |
| FEI Nations Cup 2023                                | 2023                     | mehrere            | 1      | Italien                  |
| Gesamt                                              | Gesamt                   | Gesamt             | 16     | 16                       |

### Einzel
| Qualifikationswettbewerb                                          | Plätze | Qualifizierte Reiter   |
| ----------------------------------------------------------------- | ------ | ---------------------- |
| Qualifiziert über den Mannschaftswettbewerb (3 Reiter pro Nation) | 48     | Frankreich (3)         |
| Qualifiziert über den Mannschaftswettbewerb (3 Reiter pro Nation) | 48     | Deutschland (3)        |
| Qualifiziert über den Mannschaftswettbewerb (3 Reiter pro Nation) | 48     | Vereinigte Staaten (3) |
| Qualifiziert über den Mannschaftswettbewerb (3 Reiter pro Nation) | 48     | Neuseeland (3)         |
| Qualifiziert über den Mannschaftswettbewerb (3 Reiter pro Nation) | 48     | Großbritannien (3)     |
| Qualifiziert über den Mannschaftswettbewerb (3 Reiter pro Nation) | 48     | Irland (3)             |
| Qualifiziert über den Mannschaftswettbewerb (3 Reiter pro Nation) | 48     | Schweden (3)           |
| Qualifiziert über den Mannschaftswettbewerb (3 Reiter pro Nation) | 48     | Schweiz (3)            |
| Qualifiziert über den Mannschaftswettbewerb (3 Reiter pro Nation) | 48     | Belgien (3)            |
| Qualifiziert über den Mannschaftswettbewerb (3 Reiter pro Nation) | 48     | Niederlande (3)        |
| Qualifiziert über den Mannschaftswettbewerb (3 Reiter pro Nation) | 48     | Polen (3)              |
| Qualifiziert über den Mannschaftswettbewerb (3 Reiter pro Nation) | 48     | Kanada (3)             |
| Qualifiziert über den Mannschaftswettbewerb (3 Reiter pro Nation) | 48     | Brasilien (3)          |
| Qualifiziert über den Mannschaftswettbewerb (3 Reiter pro Nation) | 48     | Australien (3)         |
| Qualifiziert über den Mannschaftswettbewerb (3 Reiter pro Nation) | 48     | Japan (3)              |
| Qualifiziert über den Mannschaftswettbewerb (3 Reiter pro Nation) | 48     | Italien (3)            |
| Qualifikation über die Rangliste                                  |        |                        |
| Gruppe A (Nordwesteuropa)                                         | 2      | Dänemark (1)           |
| Gruppe A (Nordwesteuropa)                                         | 2      | Finnland (1)           |
| Gruppe B (Südwesteuropa)                                          | 2      | Spanien (1)            |
| Gruppe B (Südwesteuropa)                                          | 2      | Österreich (1)         |
| Gruppe C (Zentral- und Osteuropa, Asien)                          | 2      | Litauen (1)            |
| Gruppe C (Zentral- und Osteuropa, Asien)                          | 2      | Ungarn (1)             |
| Gruppe D und E (Amerika; Zentral- und Südamerika)                 | 4      | Chile (1)              |
| Gruppe D und E (Amerika; Zentral- und Südamerika)                 | 4      | Argentinien (1)        |
| Gruppe D und E (Amerika; Zentral- und Südamerika)                 | 4      | Ecuador (1)            |
| Gruppe D und E (Amerika; Zentral- und Südamerika)                 | 4      | Ecuador (1)            |
| Gruppe F (Afrika und Mittlerer Osten)                             | 2      | Südafrika (1)          |
| Gruppe F (Afrika und Mittlerer Osten)                             | 2      | Marokko (1)            |
| Gruppe G (Südostasien und Ozeanien)                               | 2      | China (1)              |
| Gruppe G (Südostasien und Ozeanien)                               | 2      | China (1)              |
| Gesamtranking                                                     | 3      | Spanien (1)            |
| Gesamtranking                                                     | 3      | Finnland (1)           |
| Gesamtranking                                                     | 3      | Tschechien (1)         |
| Neuverteilung                                                     | 1      | Tschechien (1)         |
| Gesamt                                                            | 64     | 64                     |